# Janarde
Janarde est une ancienne paroisse civile portugaise (en portugais : freguesia) de la municipalité d'Arouca dans le district d'Aveiro.

## Histoire
La paroisse de Janarde est créée en 1803 en regroupant les hameaux de Janarde, Bacêlo, Carvoeiro, Meitriz, Póvoa, Silveiras et Telhe, qui faisaient jusqu'alors partie de la paroisse d'Alvarenga. Elle est supprimée en 1896 puis rétablie en 1936.
La loi no 11-A/2013 du 28 janvier 2013, portant réorganisation administrative du territoire des freguesias, fusionne Janarde avec la paroisse voisine de Covelo de Paivó pour former l’União das freguesias de Covelo de Paivó e Janarde (dont le siège est à Covelo de Paivó).